# 코미 코이치
코미 코이치(일본어: 五味 洸一 고미 고이치[*],  6월 15일~)는 일본의 성우이다. 도쿄도 출신, 아오니 프로덕션 소속.